# Stigmaphyllon puberulum
Stigmaphyllon puberulum är en tvåhjärtbladig växtart som beskrevs av August Heinrich Rudolf Grisebach. Stigmaphyllon puberulum ingår i släktet Stigmaphyllon och familjen Malpighiaceae. Inga underarter finns listade i Catalogue of Life.